# كتلة (معلومات)
الكتلة هي جزء من المعلومات يتم استخدامها في الوسائط المتعددة الأشكال، مثل PNG، MP3 وAVI.
تحتوي كل كتلة على ترويسة تحدد بعض الخصائص (مثل نوع الكتلة، تعليقات، الحجم..). في المنتصف توجد منطقة متغيرة تحتوي على بيانات يتم فكها من قبل البرنامج من المعلومات الموجودة في ترويسة.
وقد تكون الكتلة أجزاء من معلومات يتم تحميلها أو أدراتها من خلال برامج P2P.
في الحوسبة، الكتلة عبارة عن بيانات ترسل إلى المعالج أو أحد أجزاء الحاسوب لمعالجتها. مثال مجموعة فرعية من صف في مصفوفة.